# Khalfan Ibrahim
Khalfan Ibrahim Khalfan Al Khalfan (arabisch خلفان إبراهيم خلفان آل خلفان, DMG Ḫalfān Ibrahīm Ḫalfān Āl Ḫalfān; * 18. Februar 1988 in Doha) ist ein katarischer Fußballspieler. Er spielt auf der Position des Stürmers.

## Spielerkarriere
Er startete seine professionelle Laufbahn 2003 in seiner Heimatstadt bei Al-Sadd, mit dem er 2004, 2006 und 2007 die Meisterschaft der Qatar Stars League gewann. Dadurch nahm Khalfan Ibrahim mehrmals an der AFC Champions League teil, doch Al-Sadd scheiterte jedes Mal frühzeitig. 2006 wurde er von der Asian Football Confederation zu Asiens Fußballer des Jahres gewählt. Er ist der erste Spieler aus Katar, der mit dieser Auszeichnung gekürt wurde.
Für die katarische Fußballnationalmannschaft war er bisher in 62 Länderspielen im Einsatz und schoss 17 Tore.